# アダムズ郡 (インディアナ州)
アダムズ郡 (英: Adams County) は、アメリカ合衆国インディアナ州に位置する郡である。人口は35,809人（2020年）。郡庁所在地はディケイターである。

## 歴史
アダムズ郡は1836年に設立された。この郡の名称は第6代アメリカ合衆国大統領ジョン・クィンシー・アダムズの名を取って命名されている。

## 地理
アメリカ合衆国統計局によると、この郡は総面積880 km2 (340 mi2) である。このうち879 km2 (339 mi2) が陸地で1 km2 (1 mi2) が水地域である。総面積の0.17%が水地域となっている。

### 隣接する郡
- アレン郡 (北)
- オハイオ州バンワート郡 (北東)
- オハイオ州マーサー郡 (南東)
- ジェイ郡 (南)
- ウェルズ郡 (西)

## 人口動勢
2000年国勢調査で、この郡は人口33,625人、11,818世帯、及び8,662家族が暮らしている。人口密度は38/km2 (99/mi2) である。14/km2 (37/mi2) の平均的な密度に12,404軒の住居が建っている。この郡の人種的構成は白人97.31%、アフリカン・アメリカン0.14%、先住民0.17%、アジア0.20%、太平洋諸島系0.03%、その他の人種1.47%、及び混血0.68%である。人口の3.32%がヒスパニックまたはラテン系である。

2000年人口ピラミッド

この郡内の住民は31.10%が18歳未満の未成年、18歳以上24歳以下が9.10%、25歳以上44歳以下が26.30%、45歳以上64歳以下が20.10%、及び65歳以上が13.40%にわたっている。中央値年齢は33歳である。女性100人ごとに対して男性は97.70人である。18歳以上の女性100人ごとに対して男性は93.80人である。
この郡の世帯ごとの平均的な収入は40,625米ドルであり、家族ごとの平均的な収入は46,749米ドルである。男性は32,332米ドルに対して女性は23,119米ドルの平均的な収入がある。この郡の一人当たりの収入 (per capita income) は16,704米ドルである。人口の9.10%及び家族の6.10%は貧困線以下である。全人口のうち18歳未満の13.90%及び65歳以上の8.60%は貧困線以下の生活を送っている。

## 都市及び町
- ディケイター (Decatur)
- ジュネーブ (Geneva)
- モンロー (Monroe)
- Berne